# Gangarasanahalli, Kolar
Gangarasanahalli là một làng thuộc tehsil Kolar, huyện Kolar, bang Karnataka, Ấn Độ.